# Port lotniczy Asheville
Port lotniczy Asheville (IATA: AVL, ICAO: KAVL) – port lotniczy położony 14 km na południe od centrum Asheville, w stanie Karolina Północna, w Stanach Zjednoczonych.